# Относительное местоимение
Относи́тельное местоиме́ние (лат. pronomina relativa) — местоимение, образующее относительное придаточное предложение.
Относительные местоимения выполняют анафорическую функцию и имеют тот же референт в главном предложении, что и в придаточном. Также относительное местоимение способно выражать дополнительную информацию об обозначаемом объекте: его одушевлённость, пол и др. В предложении оно может быть подлежащим, дополнением.

## Грамматические признаки относительных местоимений
В некоторых языках, как например, в немецком, сербо-хорватском, латинском, где в склонении существительных есть категории рода, числа и падежа, относительное местоимение согласуется в роде и числе с антецедентом, тогда как падеж показывает его отношение к глаголу в придаточном или главном предложении. В некоторых языках релятив является неизменяемым словом (ср. англ. that).
Слова, используемые в качестве относительных местоимений, часто изначально имели другие функции. Так, например, в английском языке which является также вопросительным словом. Это говорит о том, что относительные предложения, возможно, являются сравнительно поздним развитием во многих языках. В некоторых языках (например, в валлийском) нет относительных местоимений.

## Относительные местоимения в языках мира

### Относительные местоимения в русском языке
Относительными местоимениями в русском языке являются слова который, какой, кой, кто, что, сколько, чей, каков и т. д. Таким образом, относительные местоимения совпадают с вопросительными местоимениями.
- Местоимение кто указывает на одушевлённые существительные. Местоимение кто может сочетаться со словами в единственном и во множественном числе: Не знаю, кто тебе сказал. Но те, кто это сделали, ответят за свои слова. Слова, связанные с местоимением кто, употребляются в мужском роде.
- Местоимение что указывает на неодушевлённые существительные. Местоимение что употребляются в единственном числе: Не слышно, что шумит. Слова, связанные с местоимением что, употребляются в среднем роде: Что бы ни случилось, люди помогут.
- Кто, что, сколько — не имеют числа и рода, изменяются по падежам.
- Какой, чей, который — изменяются по родам, числам и падежам по типу прилагательных.

По грамматическим и семантическим особенностям относительные местоимения в целом не отличаются от вопросительных, но некоторые различия всё же обнаруживаются. Например, местоимение кой не будет иметь формы именительного падежа единственного числа женского рода, а когда выступает в роли подлежащего, склоняется как притяжательное прилагательное.

### Относительные местоимения в английском языке
В английском языке примером релятива является слово that в предложении this is the house that Jack built («Это дом, который построил Джек»). Здесь относительное местоимение that маркирует придаточное предложение that Jack built («который построил Джек»), которое определяет существительное house (дом) в главном предложении. That относится к слову house (дом) в главном предложении и соединяет 2 предложения: this is a house («это дом») и Jack built the house («Джек построил дом»), где объект «дом» — один и тот же для обоих предложений.
Соединяя придаточное и главное предложение, относительное местоимение похоже по функциям на подчинительный союз. Однако, в отличие от подчинительного союза, относительное местоимение не просто маркирует придаточное предложение, но также играет роль существительного в придаточной клаузе. Например, в предложении that Jack built местоимение «that» играет роль объекта глагола built.

### Отсутствие относительного местоимения
Не во всех относительных придаточных есть относительные местоимения. В некоторых языках, как, например, в китайском, вовсе нет относительных местоимений, и в этом языке для создания придаточных относительных предложений (или их эквивалентов) используются другие способы. Так, относительное придаточное обычно является сложным определением к вершинному существительному; в таком случае относительное придаточное ставится перед определяемым существительным и оформляется с помощью частицы de. Другим методом является выражение относительного придаточного через сказуемое. Общая формула для такого предложения выглядит следующим образом:
«Подлежащее + shi („есть, является“) + сказуемое (относительное придаточное + частица de)».
В английском языке тоже можно создавать придаточные относительные предложения без релятивов: The man you saw yesterday was my uncle («Человек, которого ты вчера видел, — мой дядя»), где в придаточном предложении you saw yesterday нет относительного местоимения (можно сказать, что для глагола saw существует нулевая позиция объекта).

## Относительные местоимения и их антецеденты
Элемент главного предложения, к которому относится релятив в придаточном предложении, называется антецедентом этого местоимения. Во многих случаях антецедентом является существительное или именная группа, однако возможны случаи, когда местоимение относится ко всей пропозиции:
The train was late, which annoyed him greatly
«Поезд опаздывал, что его сильно раздражало»
В свободном относительном предложении у релятива нет антецедента; придаточное предложение играет роль кореферентного элемента в главном предложении. Относительное местоимение, используемое таким образом, часто называется фузионным относительным местоимением, так как антецедент сливается с местоимением:
I like what you did
«Мне нравится, что ты сделал»

## Относительные местоимения и релятивизация
Конструкция считается относительной клаузой, если это клауза, которая либо сама, либо в комбинации с существительным обозначает какой-то объект и если у этого обозначенного объекта есть семантическая роль внутри относительной клаузы. Если за пределами относительной клаузы есть существительное, которое определяет объект и также определяется клаузой, то это существительное будет считаться вершиной относительной клаузы.
Существуют классы языков с различными стратегиями релятивизации.
2 основных типа относительных предложений — это
- 1) языки, в которых относительное предложение следует за существительным:

a. английский
```
   the book  [that I am reading]  
       N      Rel 
   «Книга, которую я читаю»
```

b. майбрат
```
 Aof   [ro    ana     m-fat] 
 sago  [REL3PL3     OBJ-fell]
 ‘the sago tree that they felled’ 
 «Дерево саго, которое они срубили»
```

- 2) языки, в которых относительное предложение предшествует существительному:

аламблак
```
  [ni 	   hik-r-fë] 	                yima-r 
  [2SG	   follow-IRREAL-IMMED.PST]	person-3SG.M
  ‘a man who would have followed you’ 
  «Человек, который последовал бы за тобой»
```

Особый тип — корреляционные относительные придаточные предложения, как в языке бамана:
бамбара
```
  [muso  min 	taara], 	o 	ye 	fini 	san 
  [woman REL 	leave] 	        3SG	PST 	cloth 	buy 
  ‘The woman who left bought the cloth.’ 
  «Женщина, которая ушла, купила ткань»
```

Корреляционные предложения являются, строго говоря, подтипом относительных придаточных с внутренней вершиной, поскольку вершинное существительное также находится внутри относительного предложения, но отличаются тем, что придаточное предложение находится за пределами главного предложения и анафорически связано с именной группой в главном предложении.

### Релятивизация подлежащих
Для подлежащих первой стратегией является так называемая стратегия относительного местоимения: релятивизированная позиция отмечается внутри относительного придаточного с помощью местоименного элемента, и это местоимение падёжно маркировано, чтобы показать роль вершинного существительного внутри относительного придаточного.
немецкий язык:
```
     Der Mann,	[der	  mich	 begrüßt  	hat],	war          ein	Deutscher.
     man.NOM	REL.NOM   me	 greet.PTCP	has	be.3SG.PST   one	German
     ‘The man who greeted me was a German.’
     «Человек, который меня поприветствовал, — немец»
```

Однако нужно отметить, что наличия относительного местоимения недостаточно для того, чтобы считать случай стратегией относительного местоимения, так как это относительное местоимение может, например, быть падёжно маркированным не для того, чтобы показать его роль в относительном придаточном, а чтобы согласоваться с падежом вершинного существительного в главном предложении.
Ещё одной важной стратегией релятивизации подлежащих является стратегия сохранения местоимения. В языках с такой стратегией релятивизированная позиция эксплицитно обозначена с помощью обобщающего личного местоимения.
бабунго
```
  mǝ̀  yè       wǝ́     ntɨ́ǝ  ƒáŋ   ŋwǝ́  sɨ́    sàŋ      ghɔ̂
  I  see.pfv  person  that  who   he   pst2 beat.pfv  you
  ‘I have seen the man who has beaten you.’
  «Я видел человека, который тебя побил»
```

### Релятивизация косвенных дополнений
Первая группа языков — языки со стратегией относительного местоимения. Одним из таких языков является русский язык:
русский язык:
Я потерял нож, которым я нарезал хлеб.
Другой важной стратегией релятивизации косвенных дополнений является стратегия сохранения местоимения:
персидский язык
```
    mardhâi  [ke    ketâbhâ-râ  be   ânhâ   dâde   bud-id]
    men      that   books-acc   to   them   given  were-2sg
   ‘the men that you had given the books to’
    «Мужчины, которым ты дал книги»
```

### Релятивизация других синтаксических позиций
С помощью относительных местоимений могут быть релятивизованы и другие аргументы, а именно:
- Придаточное: Hunter is the boy who kissed Jessica. Хантер — тот мальчик, который поцеловал Джессику.

- Косвенное дополнение: Hunter is the boy to whom Jessica gave a gift. Хантер — тот мальчик, которому Джессика подарила подарок.

- Предложное дополнение: Jack built the house in which I now live. Джек построил дом, в котором я сейчас живу.

- Посессор: Jack is the boy whose friend built my house. Джек — тот мальчик, чей друг построил мой дом.